# Preferentiebeleid
Preferentiebeleid betekent letterlijk voorkeursbeleid. Bij gebruik van geneesmiddelen wil het zeggen dat er bij de zorgverzekeraar een voorkeur is voor geneesmiddelen met een gunstiger prijs (voor de zorgverzekeraar), wanneer er door octrooi verloop meerdere aanbieders komen van een identiek geneesmiddel, de zogenaamde generieke geneesmiddelen, die vaak lager geprijsd zijn dan het origineel. Het beleid van de meeste zorgverzekeraars is dan ook om het voor hen op een gegeven tijdstip goedkoopste label van een geneesmiddel aan te wijzen voor een bepaalde periode als preferent middel en ook alleen het geneesmiddel van dat label te vergoeden vanuit de basisverzekering. Dit is ook als zodanig vermeld in de verzekeringspolis van de verzekeringnemer. Doel van het preferentiebeleid is om prijsconcurrentie te laten ontstaan. Hierdoor kan op de kosten van deze geneesmiddelen worden bespaard. Het preferente middel kan in de praktijk zelfs een duur merkgeneesmiddel zijn. Zo voert verzekeraar UVIT al jaren de flixonase neusspray als preferent. Dat is een veel duurder geneesmiddel dan fluticason-neusspray volgens de prijslijst van Z-index, maar UVIT claimt daar zelf de hoogste korting op te krijgen. De Zorgverzekeringswet geeft de zorgverzekeraars expliciet deze bevoegdheid.

## Gezamenlijk Preferentiebeleid in Nederland
Per 1 juli 2005 werd er in Nederland het Gezamenlijk Preferentiebeleid ingevoerd door de zorgverzekeraars CZ, Agis, Menzis, VGZ en Univé. Dit werd gedaan voor slechts drie dure veelgebruikte geneesmiddelen waarvan het patent was verlopen en die dus als generiek geneesmiddel door verschillende leveranciers op de markt werden gebracht. De producten die deze werkzame stoffen bevatten zijn onderling als gelijkwaardig toegelaten door de registratieautoriteiten, waardoor selectie op prijs voor de hand ligt. Het betreft de cholesterolverlagers simvastatine en pravastatine en de maagzuurremmer omeprazol. De zorgverzekeraars De Friesland en Delta Lloyd/OHRA deden hier per 1 januari 2006 ook aan mee. Hiermee hebben deze zorgverzekeraars uitvoering gegeven aan een van de afspraken zoals die in het Convenant Farmacie mogelijk werden gemaakt.
Apotheekhoudenden mochten sinds 1991 weer inkoopvoordelen (kortingen en bonussen) behalen op geneesmiddelen, na een verbod in de periode 1988-1991. Het overheidsbeleid was daar ook specifiek op gericht door een maatregel van toenmalig PvdA-staatssecretaris van Volksgezondheid Hans Simons in 1991. Simons vond het niet langer nodig dat de vergoeding per receptregel kostendekkend was. Hij moedigde de apotheekhoudenden aan om het wegvallend deel van hun inkomen terug te halen door kortingen te bedingen bij de farmaceutische groothandel. Hij deed dit door de kortingslimiet van 4% door te halen. Het gevolg was echter dat inkoopvoordelen onvoldoende werden doorgegeven en de prijzen van generieke geneesmiddelen kunstmatig hoog bleven. In de prijzen werd immers door de fabrikanten rekening gehouden met de kortingen en bonussen voor de apotheekhoudenden.
In het Convenant Farmacie werden in 2004 afspraken gemaakt door het Ministerie van VWS, Bond van generieke geneesmiddelenindustrie in Nederland (Bogin), apothekers (KNMP) en Zorgverzekeraars Nederland (ZN) om de kosten van geneesmiddelen in de hand te houden. Uitvoering van een landelijk preferentiebeleid paste binnen deze afspraken. Dit convenant moest leiden tot het vervangen van kortingen en bonussen voor generieke geneesmiddelen door structurele prijsverlagingen voor die geneesmiddelen. De KNMP nam namens de apothekers het initiatief tot deze gesprekken nadat het College van Beroep voor het bedrijfsleven december 2003 een kortingsmaatregel van het College Tarieven Gezondheidszorg (CTG) had vernietigd. Apotheekhoudenden kregen in ruil voor het gedeeltelijk inleveren van kortingen en bonussen vanaf 1 januari 2005 een nieuw, kostendekkend tarief dat voldoende moet zijn om de apotheek draaiend te houden.
Randvoorwaarde was dat er niet wordt getornd aan de voorschrijfbevoegdheid van de arts en patiënten verzekerd bleven van een goede farmaceutische zorg. De arts maakte nog steeds de keuze voor de werkzame stof die voor de verzekerde het beste is, maar de zorgverzekeraars konden vervolgens gezamenlijk bepalen van welke fabrikant het middel vergoed werd. In het geval dat een patiënt vanwege medische noodzaak (bv. allergische reactie) met het preferente product niet kan worden behandeld en een ander product dient te gebruiken dan het als preferent aangewezen product, zou de verzekeraar dit alsnog vergoeden wanneer de voorschrijver dit schriftelijk aangaf.

## Individueel Preferentiebeleid
Na een groot aantal rechtszaken bleken in 2008 de grenzen van het landelijk preferentiebeleid bereikt. Op 13 mei wees de rechtbank te Breda een baanbrekend vonnis. Zorgverzekeraars Nederland mocht haar leden niet binden. Hierin werd plotsklaps duidelijk dat het individueel preferentiebeleid van Menzis en UVIT mededingingsrechtelijk wel was toegestaan, maar het gezamenlijk preferentiebeleid sinds 1 juli 2005 juist niet.
Per 1 juli 2008 hebben vervolgens vier zorgverzekeraars - Agis, CZ, Menzis en Uvit (Unive, VGZ, IZA, Trias) - het preferentiebeleid individueel, dus onafhankelijk van elkaar, uitgebreid naar andere generieke geneesmiddelen en tijdvakken. Om welke geneesmiddelen het gaat en welke fabrikanten per geneesmiddel preferent zijn en voor welke periode de preferentie uitgesproken wordt, verschilt per verzekeraar. In de jaren daaropvolgend zijn de lijsten met geneesmiddelen waarvoor een preferente fabrikant is gekozen steeds verder uitgebreid. De beroepsorganisatie KNMP probeerde via een postercampagne met de tekst: "Slikt u alles van uw zorgverzekeraar" het beleid van de zorgverzekeraars ter discussie te stellen. De rechter te Den Haag verbood echter op 20 december 2007 de KNMP met deze campagne door te gaan.

## Vaste Prijs Garantie
In 2010 heeft de grootste zorgverzekeraar van Nederland Achmea apotheekhoudenden een alternatief geboden voor haar preferentiebeleid. De apotheekhoudende is de keuze uit twee contracten aangeboden: het IDEA contract (met een vaste pakjesprijs(27 DDD's) van tussen de 1,65 en 1,75 euro voor 271 multisource geneesmiddelen ongeacht de inkoopprijs voor de apotheekhoudende ) of een zeer uitgebreid preferentiecontract, waarbij voor minimaal 380 stoffen een preferentie wordt uitgesproken voor een label. In 2023 is de mogelijkheid om een IDEA contract af te sluiten komen te vervallen en kunnen apotheekhoudenden ook bij Achmea alleen nog een preferentiecontract sluiten.

## Zorgverzekeraars zonder preferentiebeleid
Er zijn steeds minder zorgverzekeraars die geen preferentiebeleid voeren.
De enige zorgverzekeraars die geen preferentiebeleid hanteren (anno 2011) en waarbij er dus nog keuzevrijheid is, zijn: ASR/De Amersfoortse, ONVZ/PNO Ziektekosten/VVAA, ENO/Salland, DSW/Stad Holland, Zorg en Zekerheid/AZVZ en IZA Gemeenten. Van de bovengenoemde zorgverzekeraars is er alleen bij IZA Gemeenten (alleen toegankelijk voor werknemers van een gemeente of aangesloten instelling) een volledige keuzevrijheid zonder beperkingen (de overige UVIT labels hanteren wel het preferentiebeleid).
De NZA heeft inmiddels vier prijsmodellen van Zorgverzekeraars goedgekeurd:
- Preferentiebeleid
- couvert-beleid
- vaste-prijsbeleid (bekend als IDEA van Achmea)
- laagste-prijs-garantiebeleid.[5]

Op 7 november 2023 oordeelde het College van beroep voor het bedrijfsleven dat verzekeraar ONVZ verplicht is om een preferentiebeleid te voeren. Alle geneesmiddelen aanwijzen binnen het GVS is niet toegestaan.

### Laagste Prijs Garantie
ASR/De Amersfoortse, ONVZ/PNO Ziektekosten/VVAA, ENO/Salland, DSW/Stad Holland, Zorg en Zekerheid/AZVZ hanteren echter wel een zogenoemde Laagste Prijs Garantie (LPG), waarbij alleen de kosten voor het laagstgeprijsde label vergoed worden aan de apotheekhoudende. DSW en Stad Holland hanteren daarbij een toegestane bandbreedte van 0%, de andere hierboven genoemde zorgverzekeraars accepteren een bandbreedte van maximaal 5%. Dit wil zeggen dat het geneesmiddel maximaal 5% duurder mag zijn dan de goedkoopste variant met dezelfde werkzame stof. Levert de apotheekhoudende toch een duurder middel, dan wordt de prijs van het goedkoopste label uitbetaald en komt het verschil in de kosten voor rekening van de afleveraar.

## Medische Noodzaak
Indien de arts door middel van een "Medische Noodzaak" of de letters "M.N." op het uitgeschreven recept aangeeft dat er een (aangetoonde) medische reden is voor het geneesmiddel van een bepaalde fabrikant, is er echter soms de mogelijkheid dat de patiënt wel het geneesmiddel krijgt dat niet-preferent is. Bij zorgverzekeraars die het Laagste Prijs Garantie model hanteren, geeft dit de mogelijkheid om een duurder geneesmiddel dan het goedkoopste generieke middel vergoed te krijgen. Vaak moet de cliënt het middel dan eerst zelf afrekenen in de apotheek en zelf indienen bij zijn zorgverzekering.
Op 28 oktober 2015 bevestigde de Rechtbank Zeeland-West-Brabant het recht van de verzekerde op een niet-preferent geneesmiddel. Dit betrof wel een casus waar de hulpstoffen verschilden.
Marktpartijen kwamen vervolgens niet uit het conflict over het veilig onderling wisselen van medicijnen. Het ministerie van VWS gaf eind juni 2020 daarom opdracht aan het CBG om een niet-wisselen lijst van geneesmiddelen op te gaan stellen.

## Voor- en nadelen
Aan het preferentiebeleid zitten zowel voor- als nadelen. Door de zorgverzekeraars en de overheid worden met name de voordelen belicht en door de apotheekhoudenden voornamelijk de nadelen. Een voordeel is de kostenbesparing op de farmaceutische zorg. Door het individuele preferentiebeleid daalden de prijzen van de belangrijkste generieke geneesmiddelen met gemiddeld 85% en liggen nu ver onder het Europese niveau. In de Voorjaarsnota 2009 raamde het ministerie van VWS de jaarlijkse besparing als gevolg van het preferentiebeleid op € 400 miljoen. Volgens GIPeilingen was dat bedrag in 2011 € 530 miljoen. In 2012 zal dit bedrag oplopen tot boven de 600 miljoen, onder impuls van het uit patent geraken van Lipitor®.
Een nadeel zijn de toegenomen administratieve en logistieke werkzaamheden in de apotheek. Het is tevens moeilijk voor apotheekhoudenden om voor alle geneesmiddelen de verpakkingen van alle preferente fabrikanten op voorraad te hebben. Dit klemt te meer omdat gemiddeld 5% van de preferente geneesmiddelen niet leverbaar blijkt. Door de steeds wisselende prijzen is dan het ene middel preferent en dan weer het andere. Dan is het ene medicijn het goedkoopst, even later weer een ander. Voor patiënten leidt dit steeds meer tot verwarring en zelfs tot fouten bij inname, omdat zij soms al jaren aan het uiterlijk van hun ‘oude’ medicijnen waren gewend. De wachttijden bij de apotheek nemen toe, omdat de medewerkers extra uitleg moeten geven. Ook kan de apotheek onmogelijk alle middelen die voor bepaalde aandoeningen ‘preferent’ zijn op voorraad houden. Met als gevolg dat men langer moet wachten of meer moet betalen voor alternatieven. Verder vergoeden de zorgverzekeraars soms niet alle sterktes meer van een geneesmiddel, en moet de patiënt b.v. 2 tabletten van een geneesmiddel innemen, in plaats van 1 om aan dezelfde dosis te komen (b.v. glimepiride 6 mg wordt niet vergoed en dan moet de patiënt maar 2x 3 mg slikken van zijn zorgverzekeraar). Ook worden niet alle toedienvormen soms meer vergoed, dan moet de patiënt b.v. een inhalatiecapsule inhaleren in plaats van dat hij een dosisaerosol kan gebruiken van zo'n geneesmiddel.
Op de NPCF website Consument en de Zorg kan men meldingen doorgeven wanneer er problemen zijn met de vergoeding door een zorgverzekeraar van door artsen voorgeschreven geneesmiddelen.
Het Geneesmiddelenbulletin kwam in juli 2013 met een themanummer over Bio-equivalentie en substitutie van generieke geneesmiddelen.
In de 20er jaren van de 21e eeuw ontstaat steeds meer discussie of het preferentiebeleid niet is doorgeschoten. In deze jaren neemt het aantal geneesmiddeltekorten in Nederland steeds verder toe en het preferentiebeleid wordt gezien als één van de mogelijke oorzaken daarvan. De productie van medicijnen verplaatst zich steeds meer naar lagelonenlanden en bij productieproblemen staat Nederland achteraan in de rij wanneer de productie weer op gang komt doordat het prijsniveau in omringende landen hoger is dan in Nederland. Bovendien besluiten fabrikanten vaak bepaalde medicijnen helemaal niet meer te produceren voor de Nederlandse markt als hun merk niet preferent wordt aangewezen. Dit reduceert de uitwijkmogelijkheden wanneer bepaalde medicijnen niet leverbaar blijken.

## Therapeutisch Preferentiebeleid
Van therapeutisch preferentiebeleid is sprake als een zorgverzekeraar binnen een groep van analoog werkzame stoffen, één stof voor vergoeding aanwijst. Zowel het ministerie van VWS als de zorgverzekeraars proberen het preferentiebeleid zo verder uit te bouwen.
Minister Klink van VWS schreef daarover in zijn begroting voor 2010:
“Ik sta overigens wel positief tegenover het principe van therapeutisch preferentiebeleid. Hier zal ik in de komende periode nader onderzoek naar laten verrichten, zodat dit mogelijkerwijs met ingang van 2012 gestalte kan worden gegeven. Om therapeutisch preferentiebeleid mogelijk te maken, is overigens een wijziging nodig van het Besluit zorgverzekering.”
Het hof te Arnhem wees op 24 mei 2011 vonnis in hoger beroep, dat de autonomie van de voorschrijvend arts in een onderhavig geval bevestigde. Het betrof hier de uitwisselbaarheid van adalimumab en infliximab.

## Wettelijke verplichting voor zorgaanbieder
In een rechtszaak tussen de NZA en apotheek Breskens oordeelde het College van Beroep voor het bedrijfsleven (CBb) op 7 juni 2012 in hoogste instantie dat deze apotheek contracten van verzekeringsmaatschappij Menzis ten onrechte niet had getekend. Wegens haar Aanmerkelijke Markt Macht (AMM) kon ze het zich permitteren een contract van Menzis met preferentiebeleid niet te ondertekenen. Het CBb oordeelde net als de NZA dat weigeren te tekenen niet is toegestaan.

## Voetnoot
1. ↑  http://us.yhs4.search.yahoo.com/yhs/search;_ylt=A0oG7qas4mVOvHIApw6l87UF;_ylc=X1MDMjE0MjQ3ODk0OARfcgMyBGZyA2FsdGF2aXN0YQRuX2dwcwMwBG9yaWdpbgNzeWMEcXVlcnkDZmxpeG9uYXNlIFVWSVQEc2FvAzI-?p=flixonase+UVIT&fr=altavista&fr2=sfp&iscqry=
2. ↑  College van Beroep voor het bedrijfsleven 18 december 2003, AWB 03/928, 03/800, 03/679, ECLI:NL:CBB:2003:AO0546.
3. ↑  Rechtbank Breda (Voorzieningenrechter) 13 mei 2008, 188618 KG ZA 08-228, ECLI:NL:RBBRE:2008:BD2019.
4. ↑  Rechtbank Den Haag
5. ↑  http://www.nza.nl/zorgonderwerpen/zorgonderwerpen/apotheekzorg/actueel/Apotheek-Breskens-krijgt-contracteerverplichting/Toelichting-op-AMM-besluit-apotheek-in-Breskens/
6. ↑  CBB
7. ↑  Rechtbank Zeeland-West-Brabant 8 oktober 2015, 3063993-CV-EXPL-14-3979, ECLI:NL:RBZWB:2015:6768. "Het is in beginsel slechts de arts die bepaalt of er sprake is van medische noodzaak voor levering van een bepaald medicijn en niet de zorgverzekeraar"
8. ↑  Woensdag 28 oktober 2015 - LS&R 1201 [dode link]
9. ↑  CBG maakt ‘niet-wisselenlijst’ voor geneesmiddelen
10. ↑  Mednet.nl, 15 juli 2010
11. ↑  https://www.zn.nl/nieuws/zn-nieuws/nieuwsbericht/?newsId=4bad2aca-7599-4551-9827-c9824efda83f
12. ↑  http://www.sfk.nl/nieuws-publicaties/PW/2012/levering-preferente-middelen-blijft-probleem
13. ↑  http://gebu.artsennet.nl/Archief/Tijdschriftartikel/Bioequivalentie-en-substitutie-van-generieke-geneesmiddelen.htm
14. ↑  Geneesmiddelentekorten. KNMP. Geraadpleegd op 15 maart 2023.
15. ↑  http://www.rijksbegroting.nl/2010/kamerstukken,2010/7/9/kst146985.html
16. ↑  Gerechtshof Arnhem 24 mei 2011, 200.081.252, ECLI:NL:GHARN:2011:BQ6277.
17. ↑  http://www.rechtspraak.nl/Organisatie/CBb/Nieuws/Pages/Apotheek-moet-meewerken-aan-goedkope-medicijnverstrekking.aspx